# Psilalcis hongshana
Psilalcis hongshana là một loài bướm đêm trong họ Geometridae.